# یوباوا (صربستان)
یوباوا (به صربی: Ljubava) یک منطقهٔ مسکونی در صربستان است که در کروشواتس واقع شده‌است. یوباوا ۵۲۵ نفر جمعیت دارد.